# Полицейска академия 3: Отново в академията
„Полицейска академия 3: Отново в академията“ (на английски: Police Academy 3: Back in Training) е американска комедия от 1986 година на режисьора Джери Парис, и е третия филм на поредицата „Полицейска академия“.
Независимо от получаването на общо отрицателни отзиви, това е общ успех в боксофиса. Това е първият филм от поредицата, който има рейтинг PG и всички филми в поредицата след това получиха и PG рейтинг.
Както и при другите филми в поредицата, филмът е заснет главно в Торонто, Канада. Силуетът на града е ясно идентифициран в заключителните сцени на „яхт клуб“. Налице е и сцената, в която женските наематели карат полицейската кола нагоре и над купчина мръсотия от алеята. В края на алеята има хартия от торонто слънце. Градоустройствената мрежа, показана на компютризираната диспечерска система, също показва карта на улиците в центъра на Торонто, като детайлите граничат между Тринити, Йонг, Кралицата на улиците и „Гарднър“. В сцената, в която Tackleberry изстрелва телевизионния екран с пистолета си, машината за содна канава на Канада може да се види на заден план до содовата машина „C“ Plus, форма на Sunkist, която се продава само в Канада.

## Дублаж

### TITLE.BG (2009)
| Преводач            | Иво Иванов                                                   |
| Тонрежисьор         | Петър Макавеев                                               |
| Режисьор на дублажа | Тодор Георгиев                                               |
| Озвучаващи артисти  | Лиза Шопова Марин Янев Емил Емилов Петър Калчев Цветан Ватев |

## Филми от поредицата за „Полицейска академия“
Поредицата „Полицейска академия“ включва 7 филма:
- „Полицейска академия“ (1984)
- „Полицейска академия 2: Тяхното първо назначение“ (1985)
- „Полицейска академия 3: Отново в академията“ (1986)
- „Полицейска академия 4: Градски патрул“ (1987)
- „Полицейска академия 5: Мисия в Маями“ (1988)
- „Полицейска академия 6: Град под обсада“ (1989)
- „Полицейска академия 7: Мисия в Москва“ (1994)